# Rosa 'Robusta'
Rosa 'Robusta' — сорт роз, класс Гибриды розы Ругоза. 

## Биологическое описание
Кустовая роза (шраб). Куст вертикальный, устойчивый, ветвистый. 
Кора бордово-фиолетовая.
Листья морщинистые, тёмно-зелёные с красноватым оттенком, глянцевые, крупные (16—18 × 11—13 см), листочков 5—7.
Триплоид.
Высота растения 150—215 см. Ширина 105—120 см. 
Соцветия зонтиковидные (2—15 цветков).
Цветки простые, диаметром 6—8 см, малиново-красные с бархатистым оттенком. Лепестков — 5. Аромат очень слабый. Продолжительность цветения одного цветка 8—10 дней, одного соцветия — 16—18 дней.
Цветение обильное, повторное.

## В культуре
Зоны морозостойкости: от 4b (−28.9 °C... −31.7 °C) до более тёплых. Зимой, в средней полосе России без укрытия обычно обмерзает до уровня снегового покрова, но быстро отрастает.
Устойчивость к заболеваниям средняя, может поражаться чёрной пятнистостью.
Rosa 'Robusta' может выращиваться в полутени. Наиболее целесообразно выращивать в качестве высокого кустарника без опоры. Сорт рекомендован для выращивания в центральной подзоне Краснодарского края (хорошо цветет в сухой и жаркий период вегетации, отличаются повышенной устойчивостью к основным грибным заболеваниям, а также проявляют признаки повышенной зимостойкости).
Легко размножается черенкованием.